# Doriprismatica
Doriprismatica es un género de moluscos nudibranquios de la familia Chromodorididae (babosas de mar).

## Diversidad
El género Actinocyclus incluye 9 especies descritas:
- Doriprismatica atromarginata (Cuvier, 1804)
- Doriprismatica dendrobranchia (Rudman, 1990)
- Doriprismatica kulonba (Burn, 1966)
- Doriprismatica paladentata (Rudman, 1986)
- Doriprismatica plumbea (Pagenstecher, 1877)
- Doriprismatica sedna (Ev. Marcus & Er. Marcus, 1967)
- Doriprismatica sibogae (Bergh, 1905)
- Doriprismatica stellata (Rudman, 1986)
- Doriprismatica tibboeli (Valdés & M.J. Adams, 2005)

Especies cuyo nombre ha dejado de ser aceptado por sinonimia:
- Doriprismatica festiva A. Adams, 1861: aceptado como Hypselodoris festiva (A. Adams, 1861)
- Doriprismatica imperialis (Pease, 1860): aceptado como Hypselodoris imperialis (Pease, 1860)

## Galería

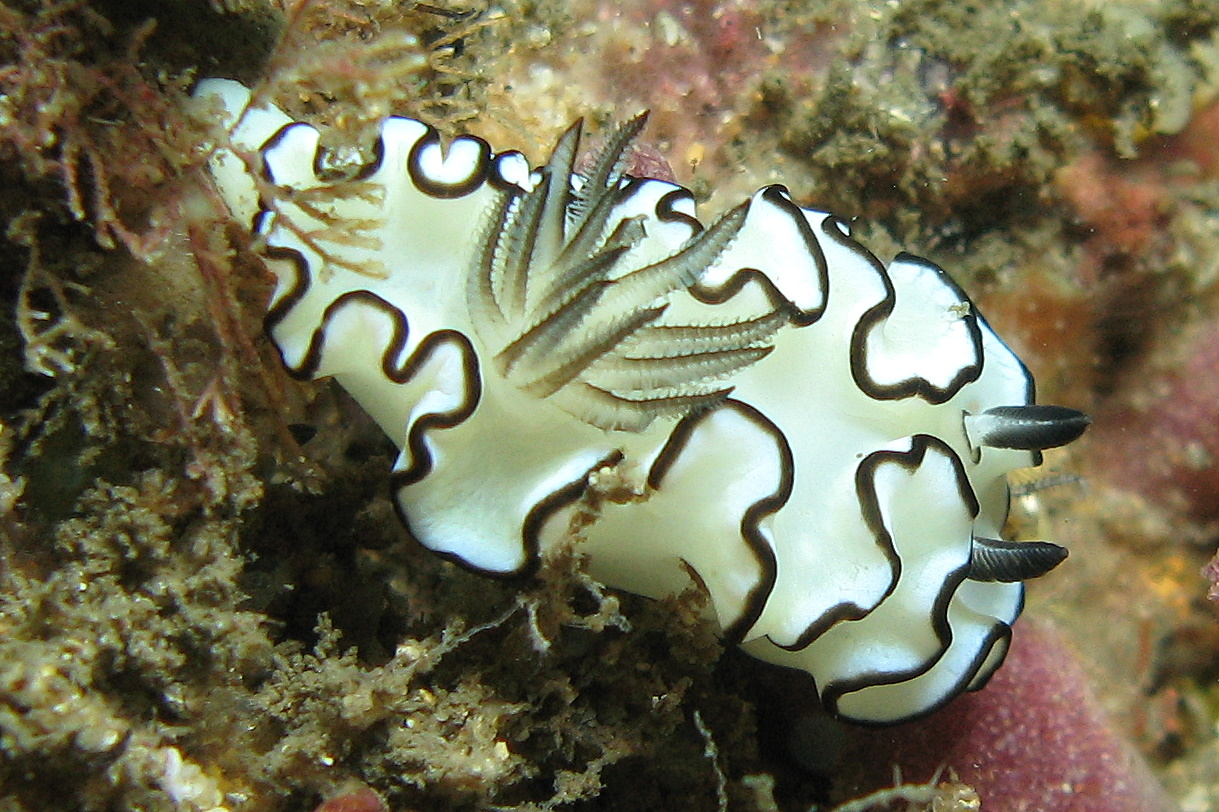
Doriprismatica atromarginata
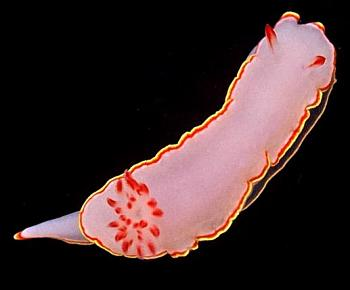
Doriprismatica sedna
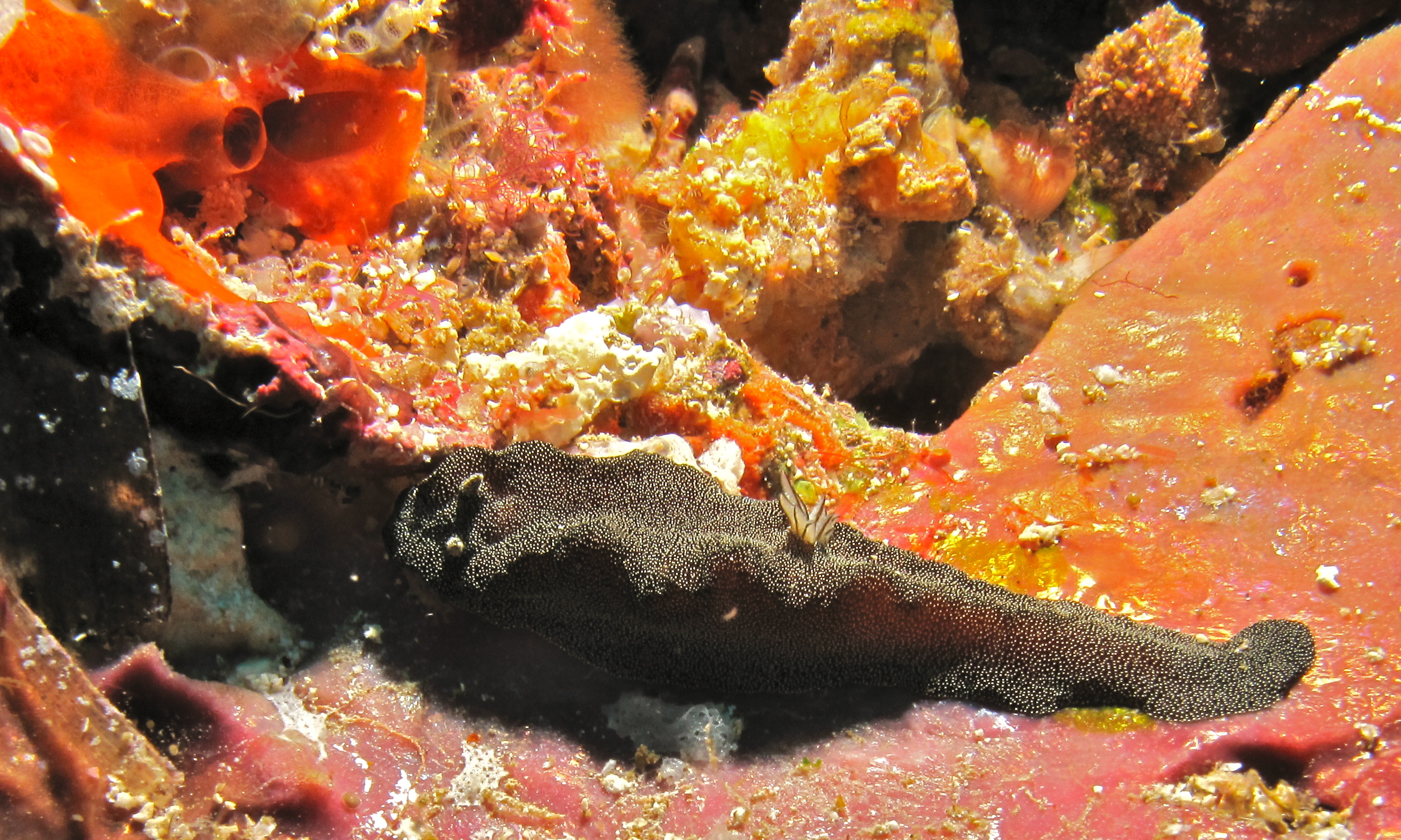
Doriprismatica stellata